# بابلو توريساجاستي
بابلو توريساجاستي (بالإسبانية: Pablo Torresagasti)‏ (5 أغسطس 1980 بريسيستينسيا في الأرجنتين - ) هو لاعب كرة قدم أرجنتيني في مركز حراسة المرمى. لعب مع ريونيغرو أغيلاس.

## وصلات خارجية
- بابلو توريساجاستي على موقع قاعدة بيانات كرة القدم.إي يو (الإنجليزية)
- بابلو توريساجاستي على موقع Soccerway.com (الإنجليزية)
- بابلو توريساجاستي على موقع AS.com (الإسبانية)